# Monasteri sulle pendici del Popocatépetl
Vi sono numerosi monasteri nei pressi del vulcano Popocatépetl, nel Messico centrale, che vennero costruiti all'inizio del XVI secolo da membri degli ordini francescano, dei Frati Predicatori e di Sant'Agostino. Furono un punto importante nella cristianizzazione di numerose persone distribuite su un ampio territorio in poco tempo. Si trovano nei comuni di Atlatlauhcan, Cuernavaca, Hueyapan, Tetela del Volcán, Yautepec, Ocuituco, Tepoztlán, Tlayacapan, Totolapan, Yecapixtla e Zacualpan de Amilpas nello stato di Morelos; ed in quelle di Calpan, Huexotzingo e Tochimilco nello stato di Puebla; da tutti questi monasteri si può ammirare il vulcano.
Nel 1994 vennero inseriti dall'UNESCO tra i patrimoni dell'umanità, quattordicesimo sito messicano a ricevere l'onore.
I monasteri sono impressionanti nella loro austerità, con l'edificio principale di forma quadrata e di notevole altezza, spesso superiore alle abitazioni locali. Gli edifici erano circondati da mura fortificate con torri, Il che li rendeva più imponenti.

## Convento domenicano di Tepoztlán
Tepoztlán è una pittoresca città situata nello stato di Morelos. Venne occupata dagli spagnoli nel 1521. In seguito arrivarono i domenicani e fondarono un convento utilizzato per cristianizzare gli indigeni.
Il vecchio convento domenicano divenne un museo. Venne eretto tra il 1559 ed il 1580, dedicato alla natività della Vergine Maria, e somiglia ad una fortezza. La chiesa venne completata nel 1588. Questo edificio conserva tuttora gli affreschi originali sui muri raffiguranti scene della tradizione cattolica.
La facciata della chiesa venne eretta in stile plateresco e possiede, su entrambi i lati, dei contrafforti che sostengono le torri (ricostruite dopo che un terremoto le danneggiò nel 1839). Vi sono diversi simboli religiosi sopra la porta: sculture che rappresentano la Vergine Maria con il bambino Gesù tra due santi (San Domenico di Guzmán e Santa Caterina da Siena) e due angeli che sorreggono uno schermo su cui sicuramente si trovava un'inscrizione.
La chiesa ad una singola navata termina con un'abside preceduta da una volta con due costole ogivali. La chiesa conduce al chiostro costruito su due piani. Le stanze usate dalla comunità (al secondo piano) e le celle (al primo) si trovano attorno al chiostro. Sulla destra della chiesa si trova una croce scolpita che viene datata al XVI secolo.

## Convento e cattedrale francescane di Cuernavaca
Cuernavaca è la capitale dello stato di Morelos. La sua cattedrale è un patrimonio dell'umanità. La sua costruzione iniziò nel 1533 con l'intento di erigere un santuario adiacente al convento francescano. C'è una cappella aperta con volte con costole gotiche create tra il 1536 ed io 1538 accanto alla cattedrale. È tuttora possibile ammirare pezzi di murales risalenti al XVI secolo nel chiostro del convento. Nell'atrio si trova la cappella del Terzo Ordine la cui facciata venne costruita in stile barocco, con un bel retablo inciso nel legno.

## Convento agostiniano di Atlatlauhcan
Atlatlauhcan è la città dello stato di Morelos in cui venne costruito un convento agostiniano tra il 1570 ed il 1600. La chiesa è preceduta da un ampio atrio con due piccole cappelle; la facciata del tempio ha un frontone campanario. C'è una cappella a sinistra, dietro cui venne costruita un'alta torre. Ha un portico che conduce al chiostro le cui volte sono decorate con un cassettone esagonale dipinto con affreschi.

## Convento agostiniano e francescano di Yecapixtla
Yecapixtla è un comune dello stato di Morelos. I francescani vi arrivarono nel 1525 costruendo una modesta cappella che venne in seguito sostituita dall'imponente convento-fortezza la cui costruzione venne diretta dall'agostiniano Jorge de Ávila. La chiesa è preceduta da un atrio in cui si trovano alcune cappelle.
La facciata della chiesa è sobria; le decorazioni includono motivi floreali e cherubini. Possiede un rosone gotico sopra la facciata plateresca circondata da forma intagliate. Sotto al piccolo frontone che orna la facciata si trova un simbolo che somiglia alle stimmate di San Francesco d'Assisi e che ricordano quelle che Cristo patì durante la crocifissione; un altro simbolo mostra frecce che intersecano un cuore, e si trova a sinistra (simboleggia l'ordine agostiniano). La chiesa ha un pulpito in pietra databile al XVI secolo ed una lanterna con costole. Il chiostro ha colonne spesse che sorreggono gli archi.

## Convento francescano di Huejotzingo
Huejotzingo appartiene allo stato di Puebla ed è a 2100 metri slm, ed ospita uno dei più bei conventi francescani. Anche questo convento è del XVI secolo. La città coloniale iniziò a crescere dal 1529, attorno al convento francescano la cui costruzione iniziò probabilmente nello stesso anno, e venne completato attorno al 1570.
Il convento ha un atrio al cui centro si trova una croce incisa. Agli angoli dell'atrio si trovano piccoli oratori le cui facciate mostrano stemmi intagliati e sculture.
La chiesa del convento somiglia ad una fortezza, a causa dell'altezza, ed ha una facciata sobria. Ha una singola navata con una magnifica volta a costole gotiche, soprattutto sopra al coro e sopra l'abside, mentre in fondo si trova un grande retablo (1586) costruito in stile plateresco e decorato con sculture e dipinti creati dal fiammingo Simon Pereyns, giunto in Messico (dove morì) per servire il terzo viceré della Nuova Spagna, Gastón de Peralta. Frammenti di murales sono visibili sui muri; i muri vicino alla porta della sagrestia sono decorati con simboli mudéjar. Anche il pulpito e l'organo del XVII secolo sono degni di nota.
L'entrata del convento ha una facciata con due archi che conduce all'atrio, alla cappella della Trinità ed al chiostro, caratterizzato dalle gallerie, la più bassa delle quali ha una parte di un vecchio murales ed un'immagine dell'Immacolata Concezione. Refettorio, cucina, sagrestia ed altre stanze si trovano attorno al chiostro. Alcune stanze conservano tuttora le originali decorazioni.

## Convento francescano di Calpan
Il convento francescano di Calpan venne fondato nel 1548. Un triplo portico conduce all'atrio. La sobria facciata della chiesa è decorata con sculture, alcune delle quali rappresentano fiori. L'atrio ha quattro cappelle che fungevano da oratori. Hanno motivi geometrici floreali e bassorilievi raffiguranti l'Annunciazione, il Giudizio universale, monogrammi, ecc. Una fontana seicentesca venne ricostruita nell'atrio dopo aver recuperato i frammenti sparsi per la città. Calpan si trova nello stato di Puebla.

## Convento francescano di Tochimilco
Tochimilco si trova sulle pendici del Popocatépetl, nello stato di Puebla. Il convento francescano venne costruito nel XVI secolo. La chiesa mostra una facciata rinascimentale. Il portico si trova sulla destra della facciata e conduce al chiostro.